# Serbien i olympiska vinterspelen 2010
Serbien deltog med tio deltagare vid de olympiska vinterspelen 2010 i Vancouver. Ingen av landets deltagare erövrade någon medalj.